# Sulfurtransferasen
Sulfurtransferasen sind Enzyme, die schwefelhaltige Gruppen von einem Schwefeldonor zu einem nucleophilen Schwefelakzeptor übertragen. Sie bilden aufgrund ihrer katalytischen Reaktion eine gemeinsame Enzymklasse. Sulfurtransferasen sind weit verbreitet bei Archaeen, Eubakterien und Eukaryoten. In Pflanzen kommen sie in verschiedenen Kompartimenten der Zelle vor, im Cytoplasma, in Mitochondrien, in den Plastiden und möglicherweise in den Peroxisomen.

## Aufbau
Sulfurtransferasen werden in den meisten Organismen durch dieselbe Genfamilie codiert. Erkennungsmerkmal ist die Rhodanasedomäne, die aus einer Tandemwiederholung besteht. Die C-terminale-Domäne enthält den L-Cysteinrest des aktiven Zentrums. Es gibt Sulfurtransferasen mit einer und solche mit zwei Rhodanasedomänen sowie Sulfurtransferasen mit inaktiver Rhodanasedomäne. Zwei-Domänen-Sulfurtransferasen bestehen aus zwei globulären Domänen, die durch eine kurze Aminosäurekette (Linker) verbunden sind.

## Reaktion
Am besten charakterisiert ist die Rinderrhodanase aus der Leber. Die Substrate der Rinderrhodanase sind Thiosulfat und Cyanid. Die Produkte sind Thiocyanat und Sulfit. Der Schwefel wird in vitro von Thiosulfat auf Cyanid übertragen. Cyanid wird dabei zu Thiocyanat und Thiosulfat zu Sulfit oxidiert.
{\displaystyle \mathrm {S_{2}O_{3}^{2-}+CN^{-}\longrightarrow SCN^{-}+SO_{3}^{2-}} }
Die Reaktion verläuft in zwei Schritten. Im ersten Schritt entsteht ein Persulfid durch Übertragung des Schwefelatoms vom Schwefeldonor Thiosulfat im katalytischen Zentrum der Rinderrhodanese am L-Cysteinrest Cys-247 des aktiven Zentrums. Das Persulfid wird im zweiten Schritt aufgelöst, wodurch das Schwefelatom auf das Cyanid übertragen wird.
{\displaystyle \mathrm {{\text{Rhodanese}}+S_{2}O_{3}^{2-}\longrightarrow {\text{Rhodanese-S}}+SO_{3}^{2-}} }
{\displaystyle \mathrm {{\text{Rhodanese-S}}+CN^{-}\longrightarrow {\text{Rhodanese}}+SCN^{-}} }
Der Transfer des Schwefelatoms wird durch den L-Cysteinrest Cys-243 katalysiert, an der Substratbindung scheinen L-Arginin-186 und L-Lysin-249 beteiligt zu sein.

## Funktion
Die genaue Funktion der Sulfurtransferasen ist nicht bekannt, es werden jedoch mehrere mögliche Funktionen beschrieben: Entgiftung von Cyanid, bei der das weitgehend ungiftige Thiocyanat entsteht. Entgiftung von freien Sauerstoff-Radikalen durch die Thioredoxin-Reduktase. Weitere Funktionen sind die Beteiligung an der Assimilation von Sulfat, sowie die Bereitstellung von reduziertem Schwefel für Biosynthesen z. B. für Eisen-Schwefel-Cluster. Ein Mitwirken bei der Mobilisierung und dem Transport von reduziertem Schwefel, während der Seneszenz in neu gewachsenen Pflanzenorganen, wird ebenfalls vorgeschlagen. Auch eine Rolle in der Pathogenabwehr wird als mögliche Funktion angesehen.

## Enzymklassifikation
Die Sulfurtransferasen (EC 2.8.1.-) bilden acht Untergruppen:
- Thiosulfat-Sulfurtransferase (EC 2.8.1.1)
- 3-Mercaptopyruvat-Sulfurtransferase (EC 2.8.1.2)
- Thiosulfat-thiol-Sulfurtransferase (EC 2.8.1.3)
- tRNA-Sulfurtransferase (EC 2.8.1.4)
- Thiosulfat-dithiol-Sulfurtransferase (EC 2.8.1.5)
- Biotin-Synthase (EC 2.8.1.6)
- Cystein-Desulfurase (EC 2.8.1.7)
- Lipoyl-Synthase (EC 2.8.1.8)